# Vråhålan
Vråhålan är ett naturreservat på Mösseberg i Falköpings kommun i Västergötland.
Reservatet ligger väster om Falköping. I december 1998 blev Vråhålan ett Natura 2000-område och januari 2005 utsågs det som område av gemenskapsintresse (SCI). Vråhålan avsattes som naturreservat 2012 och är ett 85 hektar stort. Det är en kilformad djup sprickdal som delar södra Mösseberg. 

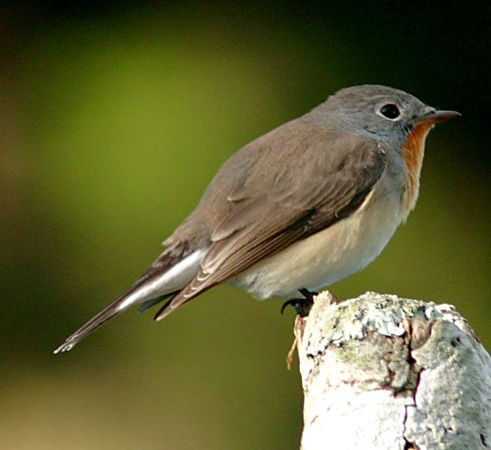
Mindre flugsnappare

I denna dal finns högrest ädellövskog, sumpskogar, klippväggar och bergsklyfter. Markabäcken avvattnar Store mosse och rinner genom reservatets hela längd i dalens botten. Den västra delen av området består av 20-25 meter höga, nästan lodräta diabasbranter.
Inom reservatet finns ett större antal rikkärr med hög kalkhalt. I dessa lever flera sällsynta orkidéer och mossor bl.a. den rödlistade kalkkärrsgrynsnäckan. På de branta klippväggarna, på klippblock och trädstammar växer flera sällsynta lavar och mossor. Den sällsynta mindre flugsnapparen brukar finnas i området.